# Laurence Meire
Laurence Meire (La Hestre, 30 maart 1971) is een Belgisch politica voor de Parti Socialiste (PS).

## Levensloop
Na studies maatschappelijk assistente werd Laurence Meire ambtenaar bij de gemeente Chapelle-lez-Herlaimont. Ze werd er projectleider van het sociale cohesieplan en afgevaardigde bestuurder van de vzw Symbiose, die werd opgericht om het sociaal weefsel in de gemeente te versterken. Ook werd ze bestuurslid bij de socialistische mutualiteit Solidaris.
Ze werd politiek actief voor de PS en werd voor deze partij in oktober 2006 verkozen tot provincieraadslid van Henegouwen, een functie die ze uitoefende tot in januari 2013. Toen nam ze voor de kieskring Henegouwen zitting in de Kamer van volksvertegenwoordigers, waar ze lid werd van de commissies Economie en Justitie. In mei 2014 werd ze vanop de negende plaats op de federale lijst niet herkozen. 
Vervolgens werd Meire adviseur voor vrouwenrechten en gelijke kansen op het kabinet van de Franse Gemeenschapsminister Isabelle Simonis en werd ze opnieuw sociaal assistent in Chapelle-lez-Herlaimont. Na de gemeenteraadsverkiezingen van oktober 2018 werd ze kabinetssecretaris van Thomas Parmentier en diens opvolger Maxime Hardy, beiden schepen voor Financiën in Charleroi.
Sinds de verkiezingen van oktober 2018 is Meire opnieuw provincieraadslid van Henegouwen en zetelt ze eveneens in de gemeenteraad van Courcelles.